# Nikanor Mihailovič Svečin
Nikanor Mihailovič Svečin (rusko Никанор Михайлович Свечин), ruski general, * 1772, † 1849.
Bil je eden izmed pomembnejših generalov, ki so se borili med Napoleonovo invazijo na Rusijo; posledično je bil njegov portret dodan v Vojaško galerijo Zimskega dvorca.

## Življenje
Šolal se je sprva doma, nato pa v Tverski plemiški šoli. 22. januarja 1791 je kot višji vodnik vstopil v dvorni Preobraženski polk; 14. decembra 1798 je bil povišan v zastavnika. 
Leta 1805 se je kot poročnik udeležil bojev v Moraviji. V letih 1807-10 je bil zadolžen za urjenje rekrutov na Poljskem. Leta 1810 je bil povišan v polkovnika in kmalu zatem imenovan za poveljnika 2. bataljona dvornega Preobraženskega polka. Naslednje leto je bil povišan v generalmajorja. 
28. septembra 1813 je postal še poveljnik Novingermanlandskega pehotnega polka, 1. septembra 1814 pa za poveljnika 2. brigade 12. pehotne divizije. 25. novembra 1815 je postal poveljnik 2. brigade 11. pehotne divizije, kateri je poveljeval naslednjih šest let.
Potem je postal poveljnik 2. pehotne divizije in 1. februarja 1823 poveljnik 10. pehotne divizije. 
22. avgusta 1826 je bil povišan v generalporočnika. Leta 1828 se je udeležil vojne proti Turčiji. 13. februarja 1829 je bil zaradi slabega zdravja upokojen.